# Yao (P.20) jezici
Yao (P.20) jezici podskupina od (6) nigersko-kongoanskih jezika iz Tanzanije, Mozambika i Malavija i Zambije. Pripada centralnoj bantu skupini u zoni P. Predstavnici su: 
- machinga [mvw], 36.000 (1987);
- makonde [kde], ukupno 1.340.000;
- mwera ili chimwera [mwe], 469.000 (Johnstone and Mandryk 2001);
- mwera ili nyasa [mjh], 6.000 (2004);
- ndonde hamba [njd], 10.000 (2002 PBT);
- yao [yao], ukupno 1.916.000. Osim u Malaviju govori se i u Mozambiku, Tanzaniji i Zambiji.[1]

## Vanjske poveznice
- Ethnologue (14th)
- Ethnologue (15th)